# Sheridan County (Montana)
Sheridan County ist ein County im Bundesstaat Montana der Vereinigten Staaten. Der Sitz der Countyverwaltung (County Seat) befindet sich in Plentywood. Benannt ist es nach Philip Sheridan einem General des Bürgerkriegs.

## Demografische Daten
Nach der Volkszählung im Jahr 2000 lebten im County 4.105 Menschen. Es gab 1.741 Haushalte und 41.640 Familien. Die Bevölkerungsdichte betrug 1 Einwohner pro Quadratkilometer. Ethnisch betrachtet setzte sich die Bevölkerung zusammen aus 97,00 % Weißen, 0,10 % Afroamerikanern, 1,22 % amerikanischen Ureinwohnern, 0,29 % Asiaten, 0,02 % Bewohnern aus dem pazifischen Inselraum und 0,19 % aus anderen ethnischen Gruppen; 1,17 % stammten von zwei oder mehr ethnischen Gruppen ab. 1,07 % der Bevölkerung waren spanischer oder lateinamerikanischer Abstammung.
Von den 1.741 Haushalten hatten 27,00 % Kinder und Jugendliche unter 18 Jahre, die bei ihnen lebten. 57,50 % waren verheiratete, zusammenlebende Paare, 4,80 % waren allein erziehende Mütter. 34,50 % waren keine Familien. 32,30 % waren Singlehaushalte und in 16,60 % lebten Menschen im Alter von 65 Jahren oder darüber. Die Durchschnittshaushaltsgröße betrug 2,29 und die durchschnittliche Familiengröße lag bei 2,87 Personen.
Auf das gesamte County bezogen setzte sich die Bevölkerung zusammen aus 22,90 % Einwohnern unter 18 Jahren, 4,80 % zwischen 18 und 24 Jahren, 22,20 % zwischen 25 und 44 Jahren, 26,50 % zwischen 45 und 64 Jahren und 23,60 % waren 65 Jahre alt oder darüber. Das Durchschnittsalter betrug 45 Jahre. Auf 100 weibliche Personen kamen 98,70 männliche Personen, auf 100 Frauen im Alter ab 18 Jahren kamen statistisch 96,80 Männer.
Das jährliche Durchschnittseinkommen eines Haushalts betrug 29.518 USD, das Durchschnittseinkommen der Familien betrug 35.345 USD. Männer hatten ein Durchschnittseinkommen von 23.053 USD, Frauen 20.112 USD. Das Prokopfeinkommen betrug 16.038 USD. 14,70 % der Bevölkerung und 10,60 % der Familien lebten unterhalb der Armutsgrenze. 16,40 % davon waren unter 18 Jahre und 15,80 % waren 65 Jahre oder älter.

## Orte im Sheridan County
Citys
| - Plentywood |

Towns
| - Medicine Lake - Outlook - Westby |

Census-designated places (CDP)
| - Antelope - Reserve |

Unincorporated Communitys
| - Comertown - Dagmar - Homestead | - Raymond - Redstone |

Ghost Towns
| - Dooley |

## Geschichte
Sieben Bauwerke und Stätten des Countys sind im National Register of Historic Places eingetragen (Stand 9. Februar 2018).